# Rolls-Royce 30hp
Rolls-Royce 30hp är en personbil, tillverkad av den brittiska biltillverkaren Rolls-Royce mellan 1905 och 1906.
Den nya Rollsen var den andra sexcylindriga bil som tillverkades i Storbritannien efter Napier 18hp. Den sexcylindriga motorn bestod av tre pargjutna motorblock med en gemensam vevaxel. Cylinderdimensionerna var desamma som den fyrcylindriga 20hp, 101,6 x 127 mm, vilket ger en cylindervolym på 6177 cm³.